# Laetmaster spectabilis
Laetmaster spectabilis is een zeester uit de familie Solasteridae.
De wetenschappelijke naam van de soort werd in 1881 gepubliceerd door Edmond Perrier.